# Myfanwy Piper
Myfanwy Piper (Londres, 28 de marzo de 1911 – Fawley Bottom, 18 de enero de 1997) fue una crítica de arte y libretista de ópera británica, conocida especialmente por su colaboración con el compositor Benjamin Britten, para cuyas óperas adaptó textos literarios de Henry James y Thomas Mann.

## Biografía
Nació en Londres en el seno de una familia galesa. Asistió a la escuela femenina North London Collegiate School y estudió después Inglés y Literatura en el St Hugh's College de Oxford. Se casó con el artista John Piper, con el que vivió durante buena parte de su vida en una zona rural cercana a Henley-on-Thames. Colaboró estrechamente con los compositores Benjamin Britten y Alun Hoddinott; también tuvo amistad con el poeta John Betjeman, quien le dedicó varios poemas.
El matrimonio Piper fundó la revista artística Axis (1935-1937), dedicada al arte de vanguardia. Myfanwy también publicó la antología Sea Poems (1945) y un estudio sobre Frances Mary Hodgkins (1948).
Los hijos de John y Myfanwy Piper también se dedicaron al arte. Los más importante fueron su primogénito, el pintor y fotógrafo Edward Piper, y Sebastian Piper, pintor y músico. Entre los nietos de Myfanwy destacan el pintor Luke Piper y el escultor Henry Piper.

## Libretos de ópera
| Título                                                                                | Compositor         | Estreno                                                 |  |
| ------------------------------------------------------------------------------------- | ------------------ | ------------------------------------------------------- |  |
| The Turn of the Screw, basada en la obra homónima de Henry James                      | Benjamin Britten   | 14 de septiembre de 1954, Teatro La Fenice, Venecia.    |  |
| Owen Wingrave , basada en la obra homónima de Henry James                             | Benjamin Britten   | 16 de mayo de 1971, retransmisión televisiva de la BBC. |  |
| Death in Venice, basada en la novela La muerte en Venecia de Thomas Mann              | Benjamin Britten   | 16 de junio de 1973, Festival de Aldeburgh.             |  |
| Easter, basado en el drama Påsk de August Strindberg                                  | Malcolm Williamson | El compositor murió antes de terminar la música.        |  |
| What the Old Man Does is Always Right, basado en un cuento de Hans Christian Andersen | Alun Hoddinott     | 1977                                                    |  |
| The Rajah's Diamond, basado en un ciclo de cuentos de Robert Louis Stevenson          | Alun Hoddinott     | 1979                                                    |  |
| The Trumpet-Major, basado en la novela homónima de Thomas Hardy                       | Alun Hoddinott     | 1 de abril de 1981, Mánchester.                         |  |